# Ridled

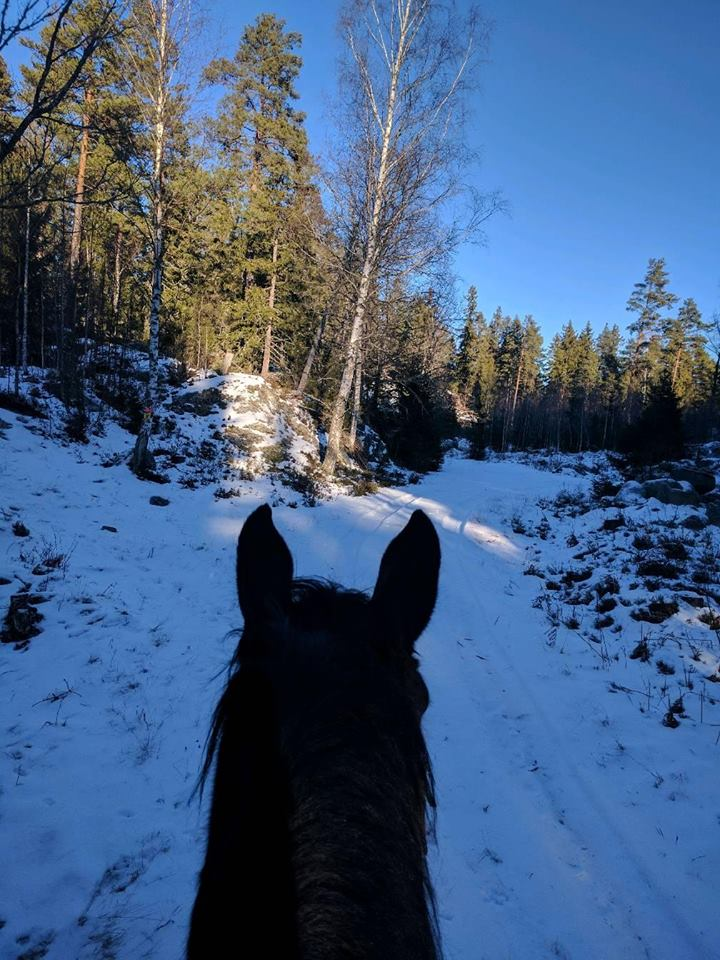
Auch im Winter lassen sich viele Wege gut bereiten

Ridled bezeichnet in Schweden eine für das Wanderreiten markierte Strecke, da es anhand von Karten oft schwierig herauszufinden ist, ob sich ein Weg zum Reiten eignet. Mit dem Ziel, die Zugänglichkeit der Natur für den Reiter zu verbessern, haben verschiedene Träger – von Genossenschaften über Landkreise und Vereinen – begonnen, Langstreckenreitwege aufzubauen.
Der Bau und Unterhalt von Langstreckenwanderwegen und Fahrradrouten hat in Schweden eine lange Tradition, an der das Wort led anknüpft.
Das Jedermannsrecht erlaubt in Schweden das Reiten in Wald und Flur, ist jedoch nicht immer konfliktfrei. Reitet man auf den markierten Wanderwegen weiß man, dass der Grundbesitzer seine Zustimmung zum Wegverlauf gegeben hat und kann auf eine für die Bedürfnisse des Reiters wichtige Infrastruktur längs des Weges zurückgreifen. Oftmals besteht für Reiter, die kein eigenes Pferd mitbringen können, die Möglichkeit, Pferde bei am Weg ansässigen Reitbetrieben auszuleihen. Vielfach wird für die Wegbenutzung eine Weggebühr fällig. Pferde, die die Quartiere nutzen wollen, benötigen in der Regel einen Impfnachweis.
Das Wort Ridled wird auch für kürzere Ausreitstrecken, die meist rund um Pferdesportanlagen in dichtbesiedelten Gebieten angelegt wurden, verwendet. Trotz des generellen Rechts, in der Natur zu reiten, empfiehlt sich, wo dies möglich ist, die Nutzung der Ridleder, um Konflikte zwischen Grundbesitzern und Reitern zu minimieren.

## Bekannte aktive Wanderreitwege (ridleder)
- „Ridleder i Tiveden“ ist ein 300 km langes Wegenetz, das in 14 Teiletappen eingeteilt ist. Der Weg rund um den mittelschwedischen Nationalpark Tiveden im Örebro län wird von einem Verein betrieben und gehört zu den aktivsten und meist berittenen Wegen.[1]
- Der „Skaraborgsleden“ auf dem Gebiet der Gemeinde Tidaholm in der Provinz Västra Götaland ist zusammengenommen ca. 120 km lang.[2]
- Der „Ridled im Bergsmansbygden“ im südlichen Dalarna ist ca. 300 km lang und gewisse Teile lassen sich auch mit Pferd und Kutsche befahren.
- Der Gusturleden ist 40 km lang und beginnt außerhalb von Sundsvall in der Provinz Västernorrland. Er wird von einem Islandpferdeverein betrieben.[3]
- „Ridled genom Halland“ ist ein 110 km langer Reitweg in der Landschaft Halland zwischen Malmö und Göteborg. 40 km des Reitweges gehen über asphaltierte Strecken, was sonst unüblich ist.[4]
- Der Reitweg „Sörmlandsleden“ geht 500 km durch das Sörmland und hat teilweise den gleichen Streckenverlauf wie die gleichnamigen Wander- und Fahrradwege[5]
- „Skagen runt“ ist ein 100 km langer kombinierter Fahrrad-, Wander- und Reitweg im Grenzgebiet zwischen Götaland und Svealand rund um den See Skagern[6]
- „Ridled genom glasriket“ ist ein 105 km langer Reitweg in der Gemeinde Nybro, der durch das schwedische „Glasriket“ (Glasreich) führt. Der Weg wurde 2007 eingeweiht.[7]
- In Småland liegt der ca. 80 km lange „Norra Värends Ridled“.[8]

## Wege ohne zentrale Wegpflege
Viele Wanderreitwege wurden im Rahmen von Projektförderungen aufgebaut. Nach dem Auslaufen dieser Projektförderungen ist es oft schwierig, eine zentrale Informations- und Pflegeinstanz weiter zu betreiben. Auch wenn niemand in der Lage ist, zentrale Funktionen auf dem Niveau des in der Förderungsphase üblichen aufrechtzuerhalten, sind die Wege in der Natur noch vorhanden und bei gut etablierten Wegen finden sich aktuelle Schilderungen. Auch die Betriebe, die die Infrastruktur bereitstellen, existieren im Normalfall weiter, so dass die Wege oft auch noch Jahre später komfortabel bereitbar sind.
Wichtige und bekannte Wege, bei denen die zentrale Pflege eingestellt wurde, sind:
- „Ridled Siljan“ geht rund um den Siljansee in Dalarna. Obwohl die Genossenschaft, die den Reitweg gebaut hat, konkurs gegangen ist[9] gibt es den Reitweg weiterhin in der Natur. Lediglich die übergreifende Verantwortung für die Wegstrecke gibt es nicht mehr, die einzelnen Quartiere sind von dem Konkurs auch nicht betroffen. Es gibt keine übergreifende Homepage. Informationen findet man aber beispielsweise auf der Homepage der Gemeinde Rättvik.[10]
- Auf der Insel Gotland gab es den HovLeden, einen Wander-, Reit- und Fahrsportweg, der um die ganze Insel führt und mit seinen 600 km Wegstrecke zu den größten in Schweden gehörte. Die Fährüberfahrt mit Pferd ist kein Problem. Der Betrieb des Zentralweges und der zentralen Webseite wurde 2016 eingestellt und die initiierende Genossenschaft aufgelöst. Die meisten der ca. 40 Mitgliedsfirmen existieren unverändert weiter und bieten weiterhin reitsportliche Aktivitäten an.[11]